# Dopolavoro Aziendale Marzotto 1936-1937
Questa voce raccoglie le informazioni riguardanti il Dopolavoro Aziendale Marzotto nelle competizioni ufficiali della stagione 1936-1937.

## Rosa
| N. |                   | Ruolo | Calciatore        |
| -- | ----------------- | ----- | ----------------- |
|    | Italia (bandiera) | C     | Bruno Anzolin     |
|    | Italia (bandiera) | D     | Giuseppe Brunello |
|    | Italia (bandiera) | C     | Elio Desinar      |
|    | Italia (bandiera) |       | Giuseppe Cesaro   |
|    | Italia (bandiera) |       | Giovanni Faggion  |
|    | Italia (bandiera) | P     | Umberto Girolami  |
|    | Italia (bandiera) | D     | Alfredo Guernieri |
|    | Italia (bandiera) | A     | Battista Mascotto |

| N. |                   | Ruolo | Calciatore        |
| -- | ----------------- | ----- | ----------------- |
|    | Italia (bandiera) | C     | Attilio Mestroni  |
|    | Italia (bandiera) | A     | Francesco Pernigo |
|    | Italia (bandiera) | C     | Plinio Polita     |
|    | Italia (bandiera) | A     | Guerrino Ros      |
|    | Italia (bandiera) | A     | Trevisan          |
|    | Italia (bandiera) | D     | Pellegrino Xausa  |
|    | Italia (bandiera) | D     | Egidio Zanvettor  |
|    | Italia (bandiera) | P     | Giovanni Zenaro   |